# Le Dernier Chaperon rouge
Pour plus de détails, voir Fiche technique et Distribution.
Le Dernier Chaperon rouge est un court métrage français réalisé par Jan Kounen, sorti en 1996.

## Synopsis
Un monstre né d'une reine est abandonné par celle-ci car elle ne supporte pas l'idée d'avoir enfanté une telle horreur. Ce monstre découvre un jour un engin souterrain libérant une jeune chaperon plus belle que le jour. Voyant cela comme un signe de Dieu, le monstre ne peut s'empêcher de la massacrer. Mais l'engin renfermait un millier de ces chaperons qui chaque jour, les unes après les autres, surgissent à leur tour et se font massacrer, jusqu'au jour où l'une d'entre elles, parvenue à déjouer le monstre, regrette de ne plus pouvoir danser... Vieillissant, le chaperon rouge attend que l'engin libère le dernier chaperon rouge pour s'approprier ses jambes.

## Fiche technique
- Titre : Le Dernier Chaperon rouge
- Réalisation : Jan Kounen
- Scénario : Jan Kounen et Carlo de Boutiny, librement inspiré du conte Le Petit Chaperon rouge
- Production : Eric Langlois
- Costumes : Chattoune
- Photographie : Tetsuo Nagata
- Montage : Philippe Kotlarski
- Sociétés de production : Canal+, Cinétévé, La Petite Reine et La Sept
- Pays d'origine :  France
- Langue originale : français
- Format : Couleurs - 2,35:1
- Genre : Fantastique et film musical
- Durée : 26 minutes
- Date de sortie : 1996

## Distribution
- Emmanuelle Béart : Le petit chaperon rouge
- Gérald Weingand : Le loup
- Diana Payne-Myers : Mère Grand
- Stéphane Chivot : Le lapin
- Marc Caro : Le monstre
- Philippe Decouflé
- Alexandra Gonin : Mère Grand (Jeune)
- Aurélia Petit